# Luís Raposo
Luís Raposo (Lisboa, 21 de fevereiro de 1955) é um arqueólogo português especializado no Paleolítico, quer em trabalho de campo, quer em estudos teóricos. Dirigiu trabalhos de investigação em diversas regiões de Portugal (Vale do Tejo, em Vila Velha de Ródão e Alpiarça, na Estremadura, no Litoral do Alentejo e no Algarve), desde 1973. Tem cerca de duas centenas e meia de trabalhos publicados. Presentemente é presidente do ICOM Europa. 

## Habilitações e formação
É licenciado em História pela Faculdade de Letras de Lisboa em 1977. Arqueólogo desde 1980, tornou-se especialista em pré-história do paleolítico. Foi diretor do Museu Nacional de Arqueologia, em Lisboa, entre 1996 e 2012, e bolseiro da Fundação Calouste Gulbenkian como participante em diversas reuniões científicas e em trabalhos de investigação complementares do doutoramento, desde 1 de janeiro de 1994 a 30 de outubro de 1995. Participou em 2013, por parte do ICOM, na Conferência Trianual realizada no Rio de Janeiro (2013), Milão (2916) e Quioto (2019). 
Após a sua formação e durante dois anos, Luís Raposo fez vários estágios de trabalho de campo em jazidas de Portugal e França. Destacam-se entre elas as gravuras do complexo Sítios de arte rupestre do Vale do Tejo (1971 e anos seguintes) e o espólio da gruta de Tessonière (Jura, França), sob a orientação de René Desbrosse, cientista do CNRS É Vice-Presidente da Associação dos Arqueólogos Portugueses desde 2015.

## Missão europeia
Depois de 16 anos no cargo, Luís Raposo, crítico das políticas culturais dos primeiros ministros José Sócrates e  Passos Coelho,  é afastado por este da direção do Museu Nacional de Arqueologia em 2012.   Perante isso, candidata-se à direção do ICOM Europa. Criado em 1946, o ICOM (International Council of Museums, i.e. "Conselho Internacional de Museus") é uma organização não-governamental, que “mantém relações formais com a organização das Nações Unidas para a Educação, Ciência e Cultura (UNESCO)", e que tem estatuto consultivo no Conselho Económico e Social das Nações Unidas. Iria assim Luís Raposo “… liderar a maior organização europeia de museus, após ganhar a votação ao coordenador da rede de museus de França”.
Comentando o êxito da sua eleição, segundo notícia da Agência Lusa, Raposo explica que recebera 15 votos em seu favor contra 5 de seu rival, Bernard Blache, do ICOM-França  então diretor da rede francesa de museus e do "Centro de Comunicação e do Público do Palácio da Descoberta" (Directeur de la communication et des publics du Palais de la découverte).  Feliz com o desenlace, Luís Raposo confessou: «É com grande, enorme prazer que anuncio que fui eleito para um segundo mandato como presidente do ICOM-Europa».
Seria assim Luís Raposo reeleito em 2019 para o seu segundo mandato no ICOM Europa, o último nos termos estatutários, numa votação quase unânime: 15 comités nacionais da Europa votaram nele e apenas um votou em branco.  A votação inicial decorreu no âmbito das atividades paralelas da Conferência Trienal Mundial do ICOM, que se realizava em Milão, e a de renovação do mandato em Kyoto, Japão, durante a Conferência Mundial seguinte. 
O ICOM, a maior organização internacional de museus e de profissionais de museus, ocupa-se em preservar e divulgar o património natural e cultural mundial, “do presente e do futuro, tangível e intangível”, como se lê no seu sítio na internet. Atualmente, o ICOM é composto por 119 comissões nacionais, 30 comissões de especialidade e cinco regionais, na qual se insere o ICOM Europa.  

## Produção científica
- Achados da Idade do Bronze no Monte da Pena (aldeia de Barro, Torres Vedras), o seu primeiro trabalho científico, em co-autoria. [16] [17] [18]
- Coautor do estudo / experiência "Um certo modo de homenagear Fernão Lopes" [19]
- Coautor do livro "Um modelo sintagmático e transformacional do português contemporâneo", Didáctica Editora, Lisboa, 1982. [20]
- Pré historia de Portugal, Lisboa, Universidade Aberta, 1993 (ISBN : 972-674121-1, coautoria: Armando Coelho Ferreira da Silva, Luís Raposo e Carlos Tavares da Silva) [21]
- Museus de Arqueologia, em 'Iniciação à Museologia' (dir. de M.B. Rocha Trindade), ed. Universidade Aberta [22]
- Co-autor (com António Carlos Silva) do livro "A linguagem das coisas - ensaios e crónicas de arqueologia", 1996, ed. Publicações Europa-América [23]
- Autor do estudo "The Middle-Upper Palaeolithic transition  in Portugal", em “Neanderthals on the edge: 150th anniversary conference of the Forbes' Quarry discovery,Gibraltar”, pp. 95-109, Oxbow Books: Oxford. [24]
- Co-editor (com N. Moloney e M. Santonja) do volume "Non-flint stone tools and the Palaeolithic Occupation of the Iberian Peninsula", B.A.R. - International Series, nº 649, ed. Tempus Reperatum, Oxford [25]
- Autor do livro Museu Nacional de Arqueologia Percursos e desafios de uma casa centenária nas construções oitocentistas dos Jerónimos, edição do Grupo de Amigos do Museu Nacional de Arqueologia, Lisboa, 2012. [26]
- Coautor da Fotobiografia (Alice Borges Gago, Carla Martinho, Luís Raposo, Manuel Heleno), Lisboa : Imprensa Nacional-Casa da Moeda / Museu Nacional de Arqueologia, 2013 (IBSN : 1978-972-272100-4). [27]
- Co-editor do compêndio "On Community and Sustainable Museums / Museos Comunitarios y Sostenibles", ed. EULAC Museums, 2019 [28]